# Тямкина
Тямкина — деревня в Тугулымском городском округе Свердловской области, России.

## Географическое положение
Деревня Тямкина муниципального образования «Тугулымского городского округа» расположено в 11 километрах к северу от посёлка Тугулым (по автотрассе в 20 километрах), на левом берегу реки Айба (левого притока реки Пышма). В окрестности деревни находится урочище Бассалай.

## Население
| 2002 | 2010 | 2021 |
| ---- | ---- | ---- |
| 131  | ↘60  | ↘16  |